# Voisins-le-Bretonneux
Pour les articles homonymes, voir Voisins.
Voisins-le-Bretonneux est une commune française située dans le département des Yvelines en région Île-de-France, située à 24 km au sud ouest de Paris. Elle fait partie de la communauté d'agglomération de Saint-Quentin-en-Yvelines.

## Géographie

### Situation
La commune de Voisins-le-Bretonneux se situe dans l'est des Yvelines, à 10 km environ au sud-ouest de Versailles et à 24 km au sud-ouest de Paris. Voisins-le-Bretonneux constitue avec onze autres communes (Élancourt, La Verrière, Magny-les-Hameaux, Montigny-le-Bretonneux, Trappes, Guyancourt, Plaisir, Coignières, Maurepas, Villepreux et Les Clayes-sous-Bois) l'agglomération de Saint-Quentin-en-Yvelines, ville d'art et d'histoire.
Le territoire communal occupe le bord sud d'un plateau situé entre 160 et 170 mètres d'altitude entre deux vallées encaissées, celle de la Bièvre au nord et celle de la Mérantaise (affluent de l'Yvette) au sud. Fortement urbanisé, à environ 90 %, ce territoire conserve une part de territoire rural sous forme de bois, dont une petite partie de la forêt domaniale de Port-Royal dans le sud-ouest de la commune.

### Hydrographie
La ville de Voisins n'est traversée par aucune rivière.
La Bièvre coule plus au nord, et la Mérantaise coule plus au sud.

### Quartiers de la commune
La commune est divisée en six quartiers :
- la Bretonnière ;
- la Grande-Île ;
- le Centre-Village ;
- le Lac ;
- le Plan de l'Église ;
- Chamfleury - Port-Royal.

### Communes limitrophes
Les communes limitrophes en sont Guyancourt au nord-est, Magny-les-Hameaux au sud et Montigny-le-Bretonneux au nord-ouest.

### Transports et voies de communications

#### Réseau routier
Les communications sont assurées par deux axes routiers principaux, la route départementale 36 orientée est-ouest et la route départementale 91 orientée nord-sud, toutes deux en grande partie aménagées en avenues urbaines à 2 × 2 voies.

#### Desserte ferroviaire
Les gares les plus proches sont celles de Saint-Quentin-en-Yvelines à Montigny-le-Bretonneux, Trappes et Saint-Rémy-lès-Chevreuse.

#### Bus
La commune est desservie par les lignes 5140, 5141, 5142, 5143, 5144, 5145, 5189, 5191, 5192, 5193, 5194, 5196 et 5197 du réseau de bus de Saint-Quentin-en-Yvelines.

### Climat
Pour des articles plus généraux, voir Climat de l'Île-de-France et Climat des Yvelines.
En 2010, le climat de la commune est de type climat océanique dégradé des plaines du Centre et du Nord, selon une étude du CNRS s'appuyant sur une série de données couvrant la période 1971-2000. En 2020, Météo-France publie une typologie des climats de la France métropolitaine dans laquelle la commune est exposée à un climat océanique altéré et est dans la région climatique  Sud-ouest du bassin Parisien, caractérisée par une faible pluviométrie, notamment au printemps (120 à 150 mm) et un hiver froid (3,5 °C). 
Pour la période 1971-2000, la température annuelle moyenne est de 10,7 °C, avec une amplitude thermique annuelle de 14,9 °C. Le cumul annuel moyen de précipitations est de 663 mm, avec 10,9 jours de précipitations en janvier et 7,9 jours en juillet. Pour la période 1991-2020, la température moyenne annuelle observée sur la station météorologique la plus proche, située sur la commune de Trappes à 4 km à vol d'oiseau, est de 11,6 °C et le cumul annuel moyen de précipitations est de 686,3 mm,. Pour l'avenir, les paramètres climatiques de la commune estimés pour 2050 selon différents scénarios d'émission de gaz à effet de serre sont consultables sur un site dédié publié par Météo-France en novembre 2022.
| Mois                                  | jan.             | fév.             | mars             | avril           | mai             | juin           | jui.          | août          | sep.            | oct.            | nov.            | déc.             | année      |
| ------------------------------------- | ---------------- | ---------------- | ---------------- | --------------- | --------------- | -------------- | ------------- | ------------- | --------------- | --------------- | --------------- | ---------------- | ---------- |
| Température minimale moyenne (°C)     | 1,9              | 1,8              | 3,9              | 6               | 9,4             | 12,5           | 14,4          | 14,2          | 11,3            | 8,5             | 4,8             | 2,4              | 7,6        |
| Température moyenne (°C)              | 4,3              | 4,9              | 7,9              | 10,7            | 14,1            | 17,3           | 19,5          | 19,4          | 16              | 12,2            | 7,6             | 4,8              | 11,6       |
| Température maximale moyenne (°C)     | 6,8              | 8                | 11,9             | 15,4            | 18,8            | 22,1           | 24,6          | 24,6          | 20,7            | 15,8            | 10,4            | 7,2              | 15,5       |
| Record de froid (°C) date du record   | −15,8 17.01.1985 | −15,6 13.02.1929 | −10,5 07.03.1971 | −4,1 12.04.1986 | −1,2 07.05.1957 | 0,1 01.06.1936 | 2 09.07.1929  | 4 31.08.1928  | −0,5 20.09.1952 | −5,2 28.10.1931 | −8,9 24.11.1998 | −14,3 22.12.1946 | −15,8 1985 |
| Record de chaleur (°C) date du record | 16 05.01.1999    | 20,3 27.02.19    | 24,7 31.03.21    | 28 18.04.1949   | 30,9 27.05.05   | 36 18.06.22    | 40,6 25.07.19 | 39,1 06.08.03 | 34,6 09.09.23   | 29 01.10.1985   | 21 03.11.1927   | 16,8 07.12.00    | 40,6 2019  |
| Ensoleillement (h)                    | 57               | 806              | 1 337            | 1 758           | 2 017           | 2 096          | 2 223         | 2 163         | 1 769           | 1 168           | 676             | 553              | 17 138     |
| Précipitations (mm)                   | 56,2             | 49,9             | 50,1             | 49,9            | 66              | 57             | 56,3          | 56,1          | 49,8            | 61,8            | 61,2            | 72               | 686,3      |

## Urbanisme

### Typologie
Au 1er janvier 2024, Voisins-le-Bretonneux est catégorisée grand centre urbain, selon la nouvelle grille communale de densité à sept niveaux définie par l'Insee en 2022.
Elle appartient à l'unité urbaine de Paris, une agglomération inter-départementale regroupant 407  communes, dont elle est une commune de la banlieue,,. Par ailleurs la commune fait partie de l'aire d'attraction de Paris, dont elle est une commune du pôle principal,. Cette aire regroupe 1 929 communes,.

## Toponymie
Le nom de la localité est attesté sous les formes Ansberto Vicinio sur le testament de Pépin le Bref, de Vicino au XIIe siècle, Vicinis en 1244, Voisins en 1326, de Vicinis en 1352, Voisins et les hameaux en 1370, Vicinis en 1467, Voisins les hameaux en 1617, Voisin le Bretonneux en 1629, Voisins le Brethonneux en 1655, Voysins en 1693, Voisins le Bretonneux en 1711 et 1750.
Dérivé du latin vicus « village », la gallo-roman vicinu est devenu en français veisin (en ancien français, conservé régionalement), puis voisin, employé comme nom commun « voisinage, agglomération voisine ».
Le toponymiste italien G. Serra explique les formations analogues du nord-ouest de l'Italie, en les rapportant à vicinium-vicinia, qui auraient pris en latin vulgaire le sens de « communaux » (terres appartenant aux habitants du vicus).
L'étymologie la plus vraisemblable pour « Bretonneux » est que le mot serait dérivé du francique brestoineux qui signifie marécage. « le Bretonneux », entouré de marécages issus du mot brestonneux (bret ou brai dans le sens « bourbier »), mais aussi terres de Bretons. Voisins-le-Bretonneux et Montigny-le-Bretonneux ont été érigées sur des terres marécageuses, et sont toujours aujourd'hui séparées par les lieux-dits la Grande Île et la Petite Île.

## Histoire
La famille de Voisins, puis Gilbert de Voisins :
Les seigneurs de Voisins furent de trois familles éponymes différentes : une première famille de Voisins d'Île-de-France, une famille de Voisins du Languedoc, ayant participé à la Croisade des Albigeois avec Simon de Monfort, et la famille Gilbert de Voisins venue de Franche-Comté. A une période, la terre fut à la famille de Simon de Villeneuve.
Parmi les seigneurs de Voisins, un des plus notables fut Pierre VI Gilbert de Voisins (1684-1769), conseiller d'Etat. La famille Gilbert de Voisins conserva le titre de seigneur de voisins à la restauration et au 1er Empire, sous le règne de Louis XIV, la terre entra dans le domaine royal de Versailles et marquait une des portes de l'enceinte du Grand Parc de Chasse de Louis XIV. La famille Gilbert de Voisins est toujours détenteur du titre.
Époque contemporaine, urbanisation de Voisins-le-Bretonneux :
Maurice Laure entame dès le début de son premier mandat une vaste politique d'urbanisation dans le cadre des villes nouvelles. On lui doit notamment la construction des quartiers principaux de la ville comme Chamfleury et Port-Royal, ainsi que l'ouverture de plusieurs centres de culture et de loisirs comme le centre Alfred-de-Vigny (désormais détruit à la suite d'un incendie mais reconstruit à la Gravière puis en partie redétruit puis reconstruit) ou le centre sportif des Pyramides, dont certains ont été ouverts juste après sa mort, par son successeur.
La ville ne respecte pas la loi relative à la solidarité et au renouvellement urbains.

## Politique et administration

### Liste des maires
En 2005, la commune a reçu le label « Ville Internet @@ » puis en 2008 « Ville Internet @@@ ».
À la suite des élections municipales de mars 2014, Alexis Biette, maire depuis 1995 mais dont la liste a été devancée de peu par la liste d'Alexandra Rosetti, a saisi le tribunal administratif de Versailles d'une protestation tendant à l'annulation des élections. Cette protestation a été rejetée le 14 octobre 2014.
Alexis Biette a alors saisi le Conseil d'État de la même demande.
Le 25 février 2015, le Conseil d'État a annulé le jugement du tribunal administratif et les opérations électorales de mars 2014. De nouvelles élections ont donc été organisées en avril 2015.
Alexandra Rosetti a retrouvé son siège de maire de la commune avec 53,12 % des voix au second tour. Les résultats Second tour. Inscrits : 9 734 ; votants : 4624 ; exprimés : 4 578. Alexandra Rosetti (UDI) : 2 432 voix ; Thierry Gasteau
(UMP) : 661 voix ; Olivier Afonso (UMP) : 635 voix ; Jean Hache (PS) : 850 voix. Premier tour. Inscrits : 9 734 ; votants : 5 089 ; exprimés : 5 037. Alexandra Rosetti (UDI) : 2 458 voix ; Thierry Gasteau (UMP) : 883 voix ; Olivier Afonso (UMP) : 844 ; Jean Hache (PS) : 852 voix.
Le conseil municipal de Voisins-le-Bretonneux :
- Liste "Alexandra Rosetti : Vivre Voisins" : 26 sièges.
- Liste "Pour Voisins, avec vous ! " : 3 sièges.
- Liste "Voisins ma Ville" : 2 sièges.
- Liste "Tous rassemblés pour Voisins" : 2 sièges.

### Jumelages
- Schenefeld (Allemagne) depuis le 20 mai 2006[25]
- Łuków (Pologne)
- Irvine (Royaume-Uni)

## Population et société

### Démographie

#### Évolution démographique
L'évolution du nombre d'habitants est connue à travers les recensements de la population effectués dans la commune depuis 1793. Pour les communes de plus de 10 000 habitants les recensements ont lieu chaque année à la suite d'une enquête par sondage auprès d'un échantillon d'adresses représentant 8 % de leurs logements, contrairement aux autres communes qui ont un recensement réel tous les cinq ans,.

En 2022, la commune comptait 10 740 habitants, en évolution de −4,44 % par rapport à 2016 (Yvelines : +2,72 %, France hors Mayotte : +2,11 %).
| 1793 | 1800 | 1806 | 1821 | 1831 | 1836 | 1841 | 1846 | 1851 |
| ---- | ---- | ---- | ---- | ---- | ---- | ---- | ---- | ---- |
| 259  | 263  | 300  | 279  | 247  | 270  | 268  | 254  | 268  |

| 1856 | 1861 | 1866 | 1872 | 1876 | 1881 | 1886 | 1891 | 1896 |
| ---- | ---- | ---- | ---- | ---- | ---- | ---- | ---- | ---- |
| 263  | 249  | 280  | 264  | 266  | 260  | 253  | 257  | 260  |

| 1901 | 1906 | 1911 | 1921 | 1926 | 1931 | 1936 | 1946 | 1954 |
| ---- | ---- | ---- | ---- | ---- | ---- | ---- | ---- | ---- |
| 273  | 273  | 282  | 310  | 311  | 347  | 321  | 303  | 333  |

| 1962 | 1968 | 1975  | 1982  | 1990   | 1999   | 2006   | 2011   | 2016   |
| ---- | ---- | ----- | ----- | ------ | ------ | ------ | ------ | ------ |
| 594  | 680  | 2 132 | 5 229 | 11 220 | 12 153 | 12 366 | 11 631 | 11 239 |

| 2021   | 2022   | - | - | - | - | - | - | - |
| ------ | ------ | - | - | - | - | - | - | - |
| 10 721 | 10 740 | - | - | - | - | - | - | - |

#### Pyramide des âges
En 2018, le taux de personnes d'un âge inférieur à 30 ans s'élève à 37,3 %, soit en dessous de la moyenne départementale (38,0 %). À l'inverse, le taux de personnes d'âge supérieur à 60 ans est de 21,8 % la même année, alors qu'il est de 21,7 % au niveau départemental.
En 2018, la commune comptait 5 416 hommes pour 5 505 femmes, soit un taux de 50,41 % de femmes, légèrement inférieur au taux départemental (51,32 %).
Les pyramides des âges de la commune et du département s'établissent comme suit.
| Hommes | Classe d’âge | Femmes |
| ------ | ------------ | ------ |
| 0,4    | 90 ou +      | 1,0    |
| 3,9    | 75-89 ans    | 5,1    |
| 15,9   | 60-74 ans    | 17,2   |
| 21,9   | 45-59 ans    | 22,7   |
| 18,2   | 30-44 ans    | 19,0   |
| 18,9   | 15-29 ans    | 16,2   |
| 20,7   | 0-14 ans     | 18,8   |

| Hommes | Classe d’âge | Femmes |
| ------ | ------------ | ------ |
| 0,6    | 90 ou +      | 1,4    |
| 6      | 75-89 ans    | 7,8    |
| 13,5   | 60-74 ans    | 14,8   |
| 20,7   | 45-59 ans    | 20,1   |
| 19,6   | 30-44 ans    | 19,9   |
| 18,5   | 15-29 ans    | 16,8   |
| 21,2   | 0-14 ans     | 19,2   |

### Enseignement
- école primaire des 40 Arpents.
- école primaire de la Grande-île.
- école primaire des Pépinières.
- école primaire du Lac.
- école primaire du Bois-de-la-Garenne.
- école primaire de La Sente-des-Carrières.
- école primaire privée sous contrat « Les Tilleuls ».
- collège Hélène-Boucher.
- collège Champollion.

### Manifestations culturelles et festivités
- Festival « La Tour prend l'air » : lancé en 1999, « La Tour prend l’air » devient un des festivals musicaux incontournables d’Île-de-France. Sur deux jours, 15 artistes, valeurs émergentes de la scène musicale française, se produisent sur deux scènes. Depuis 2002, « La Tour prend l’air » a son festival « off » qui ouvre de nombreuses scènes ouvertes. (Espace culturel Decauville de Voisins-le-Bretonneux). Après une interruption en 2011, le festival renaît depuis 2017 sous le nom « La Tour met les Watts ».
- « Chantier d'Arts et de Scènes » : créé en 2003, cet évènement est organisé par la compagnie de théâtre Watstodo et propose à tous de découvrir des pratiques artistiques peu connues. (salle de la Tour de Voisins-le-Bretonneux).

### Sports
- Centre sportif des Pyramides.
- Stade de Bicross.
- Parc des sports de Maurice-Laure.
- Parc des sports du Grand-Pré.
- Stade du champ du Loup.

## Économie et emploi

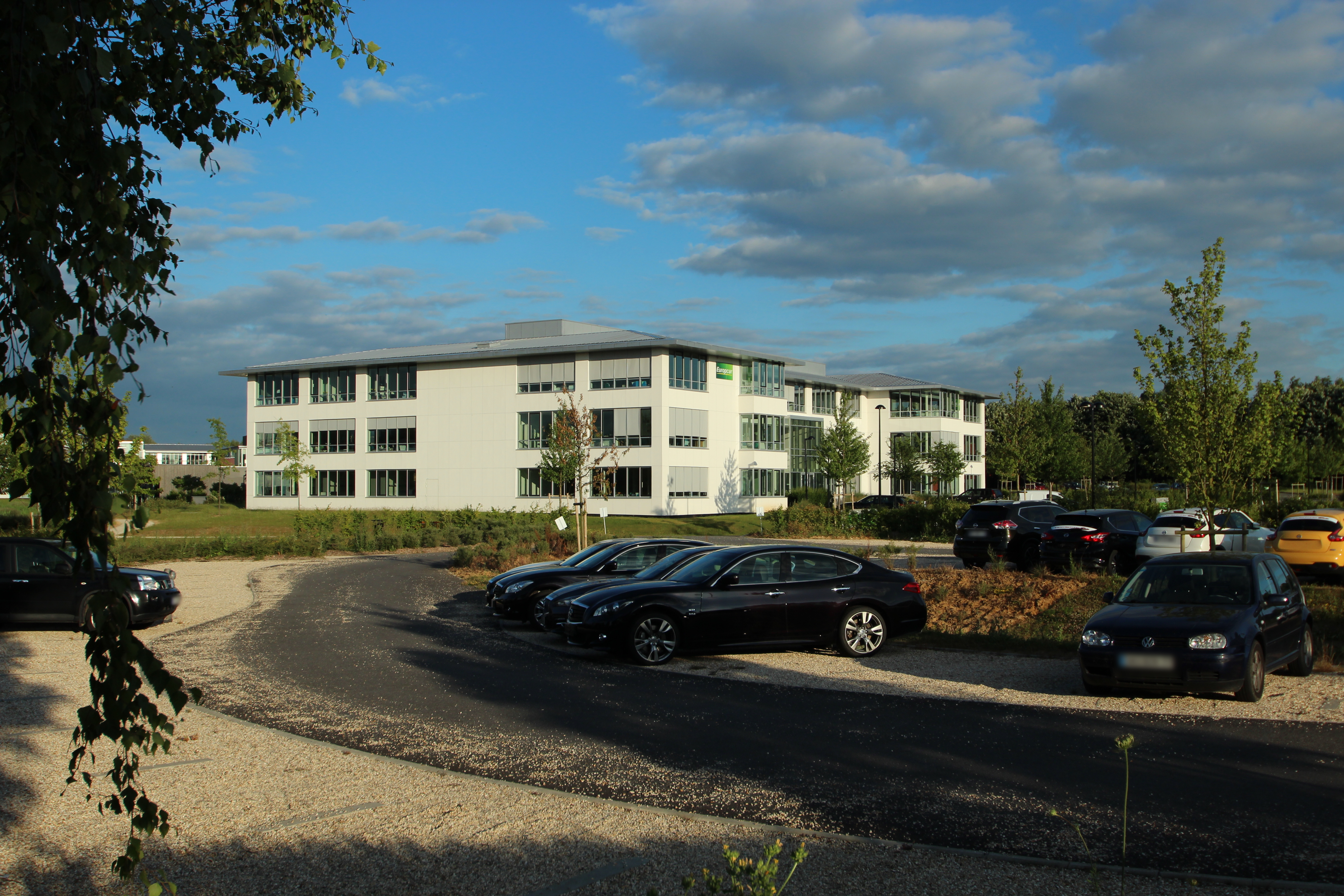
Siège social d'Europcar.

### Économie
La ville de Voisins-le-Bretonneux peut être qualifiée de résidentielle, mais des immeubles de bureaux sont en construction[réf. nécessaire].
Zone d'activités du Val Saint-Quentin :
- Segula Technologies.
- Rockwell Automation.
- Yazaki Siemens.
- Benteler Automotive.
- Reebok Adidas
- LMS France
- Cardinal Health
- Boston Scientific
- Culligan France
- Léo Pharma
- Europcar
- Xilinx France

À terme, le Val Saint-Quentin développera près de 44 000 m2 de bureaux high-tech, répartis en quinze immeubles indépendants de 2 500 m2 à 4 500 m2, ainsi qu’un restaurant inter-entreprises, le tout dans un cadre privilégié offrant 6 ha d’espaces verts. [réf. nécessaire]
La ville ne respecte pas la loi relative à la solidarité et au renouvellement urbains, (La loi SRU, votée en 2000, impose aux communes de plus de 3500 habitants d'atteindre un quota de 20 % de logements sociaux).
En 2010, le revenu fiscal médian par ménage était de 60 262 €, ce qui plaçait Voisins-le-Bretonneux au 37e rang parmi les 31 525 communes de plus de 39 ménages en métropole.

### Emploi
Les chiffres du chômage de la commune sont meilleurs que la moyenne nationale en 2015. Le taux d'activité des 15-64 ans est de 76,4 %, contre 73,7 % à l'échelle nationale. De plus, le taux de chômage est deux fois inférieur à la moyenne nationale (7,1 % contre 14,2 %).
|                               | Voisins-le-Bretonneux | France |
| ----------------------------- | --------------------- | ------ |
| Taux d'activité des 15-64 ans | 76,4%                 | 73,7   |
| Taux de chômage des 15-64 ans | 7,1%                  | 14,2   |

## Culture locale et patrimoine

### Lieux et monuments
- Espace culturel Decauville
- Médiathèque Saint-Exupéry
- Salle de la Tour

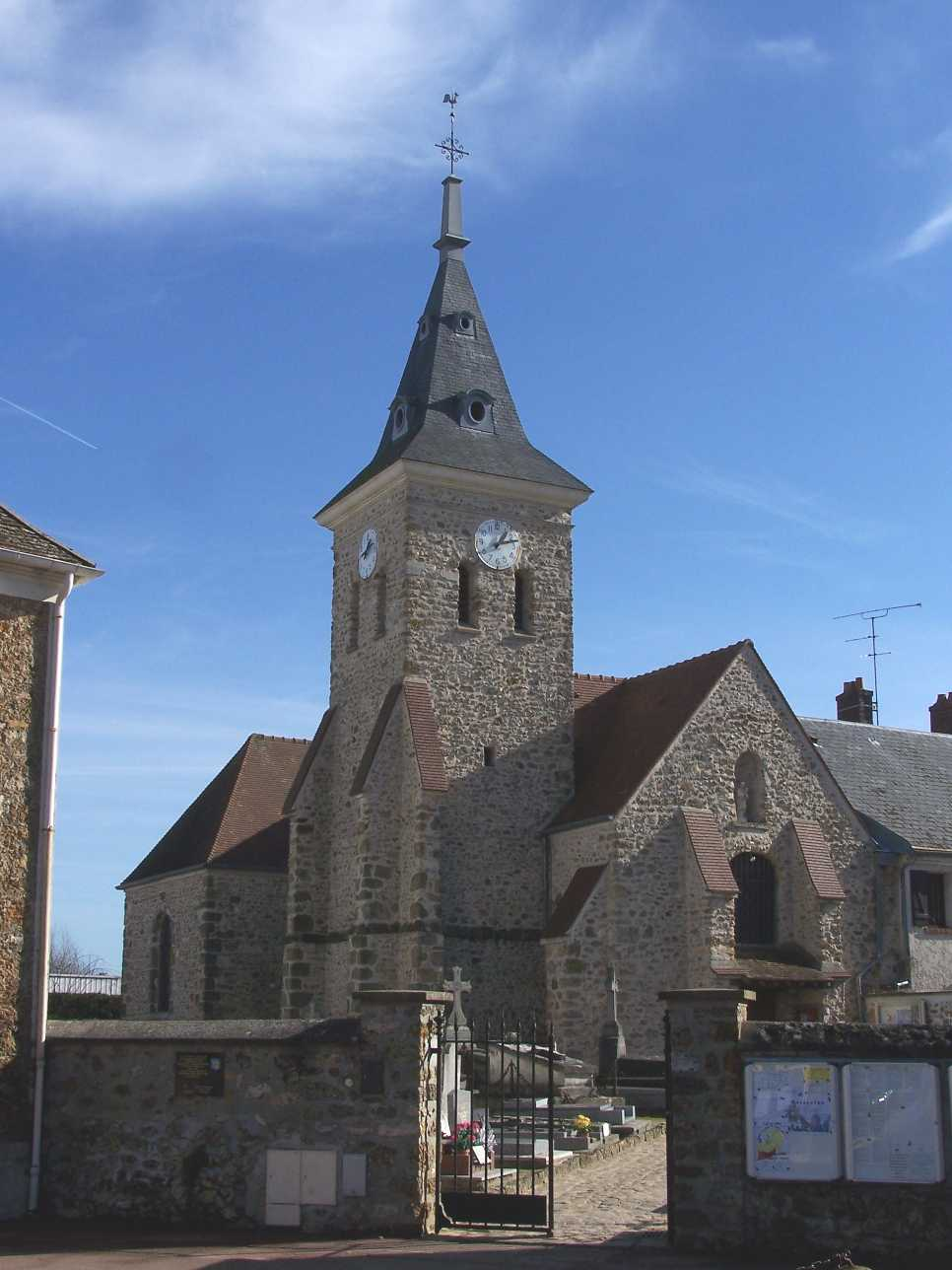
Église Notre-Dame-en-sa-Nativité

- Maison de quartier de la Grande-île.
- Maison de la Bretonnière.
- Église Notre-Dame-en-sa-Nativité : édifice en meulière datant du XVIe siècle. En 1703, « le lendemain de la messe du Saint Sacrement a esté posé tout le retable du grand autel de Voisins, en menuiserie, qui auparavant n'estoit que de plastre et le grand balustre du chœur, Laurent Feron estant marguillier" Curé de Voisins. En 1706, "le Sieur François Reverend fermier et receveur pour le Roy de la terre, chasteau et seigneurie de Voisins-le-Bretonneux et Marguillier en charge de la paroisse dudit Voisins fit abbattre le batiment de devant la porte de l'église et ouvrir la grande fenestre au dessus de ladite porte à cause que l'église estoit trop sombre et fit faire les six tableaux du grand autel par le sieur Neveu paintre à Paris en 1707 » Curé de Voisins. Très endommagé lors des combats de 1944, le clocher a été reconstruit en 1944. L'église a subi des travaux de 2016 à 2017 : les murs, auparavant en pierres brutes (à l'intérieur) ont été peints en blanc ainsi que les voûtes et le toit.
- Château de la Frossardière : sur l'emplacement d'un château du XVIIe siècle détruit, le manoir actuel date du début du XIXe siècle et a été remanié vers 1850 pour les besoins du baron François Xavier Frossard. Il est aujourd'hui propriété de l'Association pour le développement des œuvres sociales des Sapeurs-Pompiers de Paris (ADOSSPP). L'édifice n'est pas classé.
- Un autre château de construction initiale du XVIIe siècle et agrandi au milieu du XIXe siècle se trouve dans la commune et est à l'abandon. Des travaux ont commencé depuis 2019
- En 1984, l'architecte espagnol Ricardo Bofill et son Taller de Arquitectura, mandaté par l'EPA de la Ville Nouvelle en 1969, crée deux ensembles immobiliers (« Les Arcades du Lac » et « Les Templettes ») autour d'un étang artificiel de 4 ha creusé pour l'occasion, le « bassin de la Sourderie », situé à cheval sur les communes de Voisins et Montigny-le-Bretonneux. Le quartier des « Templettes » édifié dans un style néo-classique, caractéristique à l'architecte, abrite des logements sociaux, et se trouve en face de celui des « Arcades du Lac » aménagé en 1976[34].
- En 1982, le sculpteur Philolaos Tloupas réalise un ensemble sculptural, coupe de fruits et fruits en béton lavé, devant le groupe scolaire « Les Pépinières », mail aux Fruits, à Voisins-le-Bretonneux.
- En janvier 2022 ont commencé les chantiers d'une nouvelle église:Saint Joseph le Bienveillant.Les travaux devraient s'arrêter pour Noël 2023.

Danton Jougard et Jean Vourc'h, deux soldats de la division Leclerc, le 23 août 1944, ont payé de leur vie la libération de la commune. Une plaque commémorative rappelle leur souvenir, ainsi que la rue Jean-Vourc'h.
L'arbitre de football Hervé Piccirillo est supporter du Voisins Football Club.

### Héraldique
| Armes de Voisins-le-Bretonneux | Les armes de Voisins-le-Bretonneux se blasonnent ainsi : D'azur à la croix d'argent cantonnée de quatre croissants d'or. |

| Armes des la famille Gilbert de Voisins | Il s'agit d'une reprise partielle des armes de la famille Gilbert de Voisins : D'azur, à la croix engrêlée d'argent, cantonnée de quatre croissants d'or. |